# Umireni čelik
Umireni čelik ili dezoksidirani čelik nastaje kad se tekući čelik polagano hladi i prelazi u kruto stanje bez naglog razvijanja plinova u materijalu. Ovo se postiže pomoću dezoksidacijskih sredstava, kao što su silicij i aluminij, koji vezuju plinove stvarajući trosku. Ako se kao dezoksidacijsko sredstvo primjenjuje silicij dobiva se umireni čelik, a ako se upotrebljavaaluminij dobiva se dvostruko umireni čelik. Ovako se smanjuje mogućnost formiranja plinovitih mjehurića u čeliku, oko kojih se mogu koncentrirati nečistoće (kao. npr. sumpor), koje imaju štetni utjecaj na čelik pri valjanju i zavarivanju. Umireni čelik je namijenjen za zavarene konstrukcije i konstrukcije za koje se traži veća žilavost čelika, npr. za konstrukcije na temperaturi ispod -30°C, kao i za elemente izložene dinamičkim i cikličkim djelovanjima.
Poluumiremi čelik nije potpuno dezoksidirao. Upotrebljava se za glavne nosive elemente u visokogradnji (nosače, rešetke, okvire i sl.).
Kod posebno umirenog čelika se osim mangana i silicija dodaje i silikokalcij (CaSi), kao i aluminij, koji veže preostali kisik u Al2O3 i dušik u AlN. Rezultat je čelik s vrlo niskim masenim udjelom nečistoća, velike žilavosti i male osjetljivosti na krhki lom. Također, sitne čestice AlN omogućuju postizanje sitnog kristalnog zrna.
Ako se skrućivanje u posudi (kokila) događa tako da čelik kipi, dobiva se čelik za koji se kaže da je neumiren. Ovaj čelik može se upotrebljavati za elemente koji se ne zavaruju. Tako npr. Thomasov postupak (taljenje čelika s velikim postotkom fosfora u pećima s dolomitnom oblogom) daje nizak postotak primjesa, no loš raspored, te se u sredini presjeka javlja neumirena zona (“jalova glava” se obično odstranjuje od ingota).

## Dezoksidacija
Otklanjanje kisika tokom proizvodnje čelika naziva se dezoksidacija. Tokom proizvodnje čelik dolazi u dodir s kisikom i dušikom, i pri višim temperaturama može otopiti znatne količine plinova. Više od 0,03 % kisika čini čelik osjetljivim na starenje, a više od 0,07 % kisika osjetljivim na tzv. „crveni lom“, jer sumpor ne veže kisik u plinske mjehuriće SO2, nego u tvrde uključke FeS. Prilikom valjanja čelika između 800 i 1000 ºC, nastupa lom po granicama kristalnog zrna zbog loše oblikovljivosti FeS. Kisik se u talini veže sa željezom u oksid FeO koji pretežno odlazi napovršinu taline, ili s aluminijem u Al2O3. Ugljik se spaja s kisikom u plinoviti ugljikov monoksid koji izlazi iz taline. Što je viši maseni udio ugljika, to je veća količina CO, odnosno manji maseni udio preostalog kisika. 
Dakle, niskougljični čelici (< 0,1 % ugljika) sadrže nakon prečišćavanja, nedopustivo visoke masene udjele kisika. Postupak dezoksidacije zasniva se na djelovanju elemenata koji imaju veći afinitet prema kisiku od željeza. Prema padajućem afinitetu to su: aluminij, cirkonij, bor, titanij, silicij, ugljik, vanadij i mangan. Aluminij i silicij vežu kisik u okside, a Ti, B i Al vežu osim kisika i dušik u nitride, a Ti i B grade također karbide i karbonitride.